# Guifré Vidal i Bonafont
Guifré Vidal i Bonafont   (Barcelona, segle XX) és un físic català doctorat a la Universitat de Barcelona l'any 1999 sota la supervisió del professor Rolf Tarrach.

## Trajectòria
Durant dos anys va treballar com a investigador en la Universitat d'Innsbruck, en l'equip que dirigia Juan Ignacio Cirac amb una beca post-doctoral Marie Curie atorgada per la Unió Europea i l'any 2002 es va traslladar a treballar a l'Institute for Quantum Information de John Preskill, a l'Institut Tecnològic de Califòrnia amb una altra beca de la Sherman Fairchild Foundation. L'any 2005 es va convertir en professor a l'Escola de Física i Matemàtiques de la Universitat de Queensland. Des de maig de 2011 fins a 2019 va ser membre docent de l'Institut Perimeter de Física Teòrica a Waterloo (Ontario, Canadà). Des de setembre del 2019, és científic investigador a l'empresa Google X.
El seu camp de recerca se centra en la teoria de cossos múltiples (many-body theory) quàntics, emprant mètodes analítics i numèrics. És un dels principals experts en les aplicacions d'estats de xarxa tensorial, com l'algorisme d'evolució temporal per decimació.